# Henri Nestlé
Pour les articles homonymes, voir Nestle.
Henri Nestlé (jusqu’en 1839, Heinrich Nestle), est un pharmacien et industriel suisse d’origine allemande, né le 10 août 1814 à Francfort-sur-le-Main, mort le 7 juillet 1890 à Glion (Canton de Vaud, en Suisse). Il est le fondateur de l'entreprise agroalimentaire Nestlé.

## Jeunesse
Henri Nestlé est né d’un père verrier à Francfort. Il effectue un apprentissage de pharmacien dans une officine de la ville. Durant ses études, il a des contacts avec l'opposition et il est exposé à des représailles. Pour fuir la répression, il s’exile en 1843 pour s'installer à Vevey en Suisse, où il travaille d’abord comme pharmacien, dans l’officine de M. Nicollier. Plus tard, en mai 1860, Henri Nestlé se marie dans sa ville d'origine avec Clémentine Ehmant (1833-1900), également de Francfort.

## Premiers pas industriels
En 1843, grâce au soutien financier de son patron et de sa famille, il achète un moulin et la distillerie attenante. Il y aménage une petite usine chimique dans laquelle il essaye de fabriquer du vinaigre, de la farine d'os, de la liqueur et de l'huile. Il s'intéresse aussi à la production d'eau minérale, d’engrais à base d’os pulvérisés et de poudre de moutarde.
Son entreprise prospère grâce à la production de gaz combustible liquéfié, et de 1858 jusqu'en 1863, il vend ce gaz à la commune de Vevey pour alimenter douze réverbères.

## Création de Nestlé
À la suite de difficultés financières, notamment dues au fait que le gaz de houille avait remplacé le gaz liquéfié pour l’éclairage public, Henri Nestlé se lance dans la production industrielle d’un aliment pour nourrissons à base de lait, de sucre et de farine de blé. Il invente alors en 1866 la Farine lactée Henri Nestlé sur le modèle du lait artificiel conçu par Justus von Liebig en 1865. Après avoir fait ses preuves en sauvant un nouveau-né allergique aux produits lactés, la farine lactée devient célèbre et Nestlé se consacre entièrement à sa commercialisation dès la fin 1867. Le produit, présenté pour la première fois en exposition, est récompensé par une médaille d’or à l’Exposition universelle d’économie domestique en 1872, montrant ainsi son caractère prometteur. Et de fait, à partir de 1868, les ventes ne cessent de croître. La farine Nestlé conquiert alors l’Europe et les États-Unis.
Le 9 janvier 1875, Henri Nestlé vend son entreprise à ses partenaires commerciaux pour un million de francs et un attelage à deux chevaux. L'entreprise familiale qui devient alors une société anonyme "Farine lactée Henri Nestlé" fusionnera en 1905 avec la Condensed Milk Company pour devenir la société que l'on connaît aujourd'hui. Nestlé passe ses vieux jours avec son épouse à Glion, un village au-dessus de Montreux. Sa fille adoptive Emma étant décédée huit années auparavant, il meurt en 1890 sans héritier,.